# 小屯镇 (贞丰县)
小屯镇，是中华人民共和国贵州省黔西南布依族苗族自治州贞丰县下辖的一个乡镇级行政单位。
2013年11月16日，贵州省人民政府批复同意撤销小屯乡建制，设置小屯镇，镇人民政府驻小屯社区。

## 行政区划
小屯镇下辖以下地区：
小屯村、龙井村、仁朝村、木桑村、集贤村、头毛村、石板田村、纳秧村、尾洒村、水银洞村和米冲村。